# Etiopia ai Giochi della XIX Olimpiade
L'Etiopia partecipò ai Giochi della XIX Olimpiade che si sono svolti a Città del Messico dal 12 al 27 ottobre 1968, con una delegazione di 18 atleti impegnati in tre discipline. Il bottino della squadra, alla sua quarta partecipazione ai Giochi, fu di una medaglia d'oro e una d'argento. Entrambe le medaglie furono conquistate da Mamo Wolde che, vincendo la maratona, diede seguito ai due successi del connazionale Abebe Bikila nelle edizioni precedenti.

## Medagliere

### Per discipline
| Sport            | Oro | Argento | Bronzo | Totale |
| ---------------- | --- | ------- | ------ | ------ |
| Atletica leggera | 1   | 1       | 0      | 2      |
| Totale           | 1   | 1       | 0      | 2      |

### Medaglie
| Medaglia | Atleta     | Sport            | Evento            |
| -------- | ---------- | ---------------- | ----------------- |
| Oro      | Mamo Wolde | Atletica leggera | Maratona          |
| Argento  | Mamo Wolde | Atletica leggera | 10000 metri piani |